# Christian Boeving
Christian Boeving, właściwie William Christian Boeving (ur. 5 czerwca 1969 w Dallas) – amerykański aktor, scenarzysta i producent filmowy, model, trener fitness, były kulturysta. W filmach wystąpił także pod pseudonimami Lance Bronson, Eric Masterson i John Matrix.

## Życiorys

### Wczesne lata
Choć urodził się w Dallas Teksasie. Dorastał w stanie Missouri. Jego miastem rodzinnym jest Poplar Bluff w hrabstwie Butler. Wychowywał się z siostrą Mariah i młodszym bratem Nicholasem. Od wczesnych lat fascynował się komiksami i filmami. Gdy miał dwanaście lat, po obejrzeniu Conana Barbarzyńcy, rozpoczął karierę w kulturystyce i modelingu.

### Kariera
Zadebiutował w filmie pornograficznym Posing Strap (1994), wyreżyserowanym przez Chi Chi LaRue, gdzie zagrał seksualnego partnera Zaka Spearsa. Przyjął pseudonim Lance Bronson. Pojawił się w innych projektach z gatunku gejowskiej pornografii: Pricks and Tricks (1995) i Open Manholes (1997). Pod koniec roku 1994 otrzymał rolę w pilotażowym odcinku sitcomu telewizji The WB Muscle. Pilot został wyemitowany w styczniu 1995. Tego samego roku wystąpił jako mężczyzna z Alaski w odcinku serialu CBS-u Women of the House pt. North to Alaska. Odegrał też nieuwzględnioną w czołówce rolę trenera na siłowni w komedii Ojciec panny młodej II (Father of the Bride Part II, 1995), reklamowanej nazwiskami Steve’a Martina i Diane Keaton. 

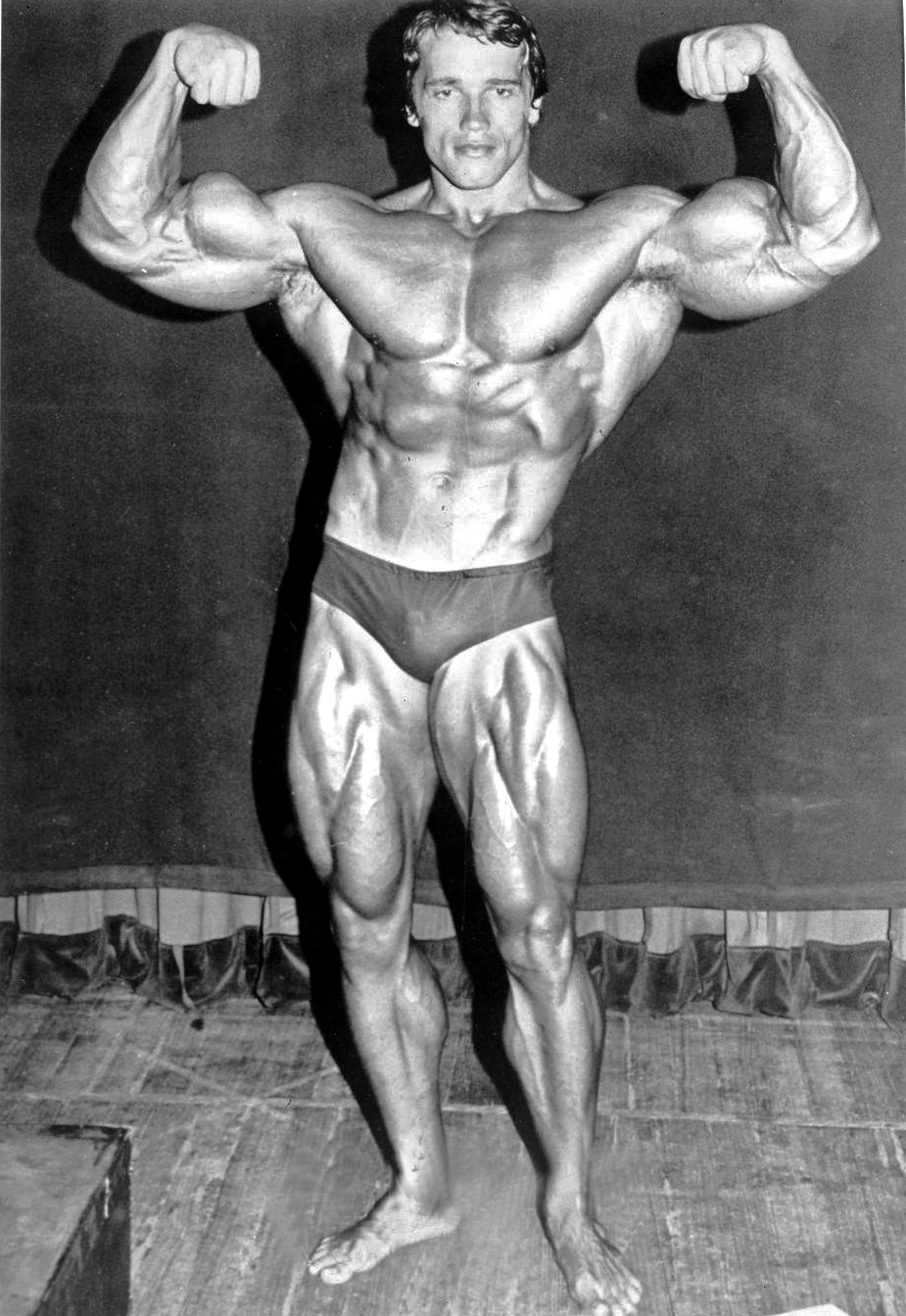
Arnold Schwarzenegger zawsze był największym idolem Boevinga.

Jego wizerunek wykorzystano na okładkach blisko czterystu pięćdziesięciu różnych czasopism, co czyni z niego drugiego najczęściej fotografowanego modela fitness w historii, po Arnoldzie Schwarzeneggerze. Po raz pierwszy trafił na okładkę „IronMan” w 1996. Pojawiał się potem na okładkach licznych gazet o tematyce sportowej, w tym „Physical” (luty 2000, maj 2001), „Le Monde du Muscle”, „Muscle & Fitness” (kwiecień 2000, luty 2002), „Max Sports & Fitness” (październik 2000), „IronMan” (marzec 2001) czy „Muscle Media” (grudzień 2002), a także na rozkładówce do październikowego wydania magazynu „Playgirl” w roku 2000. 
W 1996 Boeving został zaangażowany w produkcję kasowego filmu fantasy Batman i Robin (Batman & Robin, 1997) u boku Arnolda Schwarzeneggera, jako śnieżny zbir. 
Po odegraniu gościnnych postaci w popularnych serialach − Walce o przetrwanie (Prey), Nash Bridges i Co-ed Training − otrzymał rolę Komandora w programie telewizyjnym o tematyce wrestlerskiej zatytułowanym Battle Dome. Program emitowany był przez amerykańską telewizję syndykacyjną. Boeving wcielał się w postać „Komandora” w ciągu pierwszego sezonu show, emitowanego w 1999. Jeszcze tego roku zagrał w komedii fantasy z gatunku softcore'owej pornografii Andromina: The Pleasure Planet. Jego seksualnymi partnerkami były Shyra Deland i Samantha Phillips. Na potrzeby tego występu Boeving przybrał pseudonim 'John Matrix'. W filmie Bez skazy (Flawless, 1999) w reżyserii Joela Schumachera zagrał nieuwzględnioną w czołówce rolę Maksa. Była to druga po Batmanie i Robinie okazja do współpracy Boevinga i Schumachera. Ubiegał się potem o rolę Colossusa w filmie superbohaterskim X-Men (2000). Na casting przyszedł w charakteryzacji, która miała upodobnić jego ciało do metalu.
Boeving ma za sobą karierę kulturysty (187 cm wzrostu, waga 105 kg, klatka piersiowa 114 cm, talia 83 cm). Był jednym z bohaterów dokumentalnego filmu Bigger, Stronger, Faster (2008), w którym oznajmił, iż od szesnastego roku życia stosuje sterydy anaboliczne. Wkrótce po premierze projektu na Festiwalu Filmowym w Sundance, Muscletech, firma zajmująca się suplementami sportowymi, sponsorująca karierą Boevinga, odrzuciła sprawowany nad nim patronat za naruszenie nakreślonych przez siebie reguł, związane z dyskutowaniem o stosowaniu sterydów. 
W grudniu 1999 telewizja United Paramount Network (UPN) wyemitowała odcinek serialu Grown Ups zatytułowany Online Romance. Boeving wystąpił w nim jako major Tony Harrison. Wiosną kolejnego roku gościnnie pojawił się w drugim sezonie serialu sensacyjnego V.I.P. w roli instruktora Navy SEALs. W filmie krótkometrażowym Twice the Fun (2000) zagrał postać policyjnego detektywa Stana. Pojawił się następnie w serialach Danny (2001) z Danielem Sternem i Sheena (2001) z Geną Lee Nolin, a także w seksistowskim dramacie Phantom Love (2001). W roku 2002 Boeving został zaangażowany w realizację niskobudżetowego filmu akcji When Eagles Strike, reżyserowanego przez Cirio H. Santiago, znanego twórcę kina klasy „B”. Projekt kręcono na Filipinach, a Boevingowi powierzono rolę pierwszoplanową. Była to pierwsza główna rola w karierze aktora. Były kulturysta odegrał postać porucznika Andrew Peersa, muskularnego komandosa-macho. Film When Eagles Strike ukazał się na rynku video/DVD w czerwcu 2003. Zebrał negatywne recenzje oraz nie odniósł sukcesu finansowego, uchodzi jednak za dzieło kultowe. Planowano powstanie kontynuacji, o tytule When Eagles Strike 2 − Mission: Survive, ponownie z Boevingiem w roli głównej, jednak projekt został anulowany.
Boeving grywał niewielkie role w filmach hollywoodzkich, jak Daredevil (2003) czy Królestwo niebieskie (2005), regularnie pojawiał się też na ekranie telewizji. Zagrał drugoplanową postać w filmie grozy W pogoni za bestią (The Unknown, 2005), Przy filmie RE (e)volution (2005) nie pracował tylko w charakterze aktora − ów projekt także wyprodukował, a także (wraz z Brianem LaBelle) napisał do niego scenariusz. W filmie sensacyjnym Piekło miasta (TKO, 2007) wystąpił jako bokser Rex. W filmie The Last Resort (2009) pojawił się jako nachalny imprezowicz, a w produkowanym przez Uwe Bolla horrorze przygodowym Zombie Massacre z 2013 roku wystąpił w roli głównej, jako były wojskowy Jack Stone. Boeving zagrał w filmie Magic Mike XXL (2015), sequelu przeboju kinowego Magic Mike; sceny z jego udziałem zostały jednak usunięte.
W 2008 roku wystąpił w scenicznej adaptacji komiksu Li’l Abner, wystawianej przez Reprise Theatre Company, zespół teatralny należący do Jasona Alexandra. Zagrał rolę Kulturysty, a przed publicznością pojawiał się półnagi.
Zamieszkał w Santa Monica w stanie Kalifornia, gdzie podjął także pracę jako osobisty trener. Za największą inspirację sportową Boeving uważał Arnolda Schwarzeneggera. Na wizerunku pioniera kulturystyki z lat 80. oparł swoją rolę w filmie When Eagles Strike.

## Warunki fizyczne
- wzrost: 188 cm
- waga: 105 kg
- obwód klatki piersiowej: 117 cm
- obwód pasa: 84 cm

## Filmografia

### Filmy fabularne
- 1995: Ojciec panny młodej II (Father of the Bride Part II) jako trener na siłowni
- 1996: Coverboys
- 1997: Batman i Robin (Batman & Robin) jako śnieżny zbir
- 1999: Andromina: The Pleasure Planet jako Jeeter
- 1999: Bez skazy (Flawless) jako Max
- 2000: Twice and Fun jako Stan
- 2001: Phantom Love
- 2003: Operation Balikatan jako Andrew
- 2003: Daredevil jako ochroniarz
- 2003: When Eagles Strike jako porucznik Andrew Peers
- 2005: W pogoni za bestią (The Unknown) jako Leo
- 2005: RE (e)volution jako John Taylor
- 2005: Królestwo niebieskie (Kingdom of Heaven) jako żołnierz
- 2005: Icon Men: Christian Boeving − w roli samego siebie
- 2007: Beowulf: Prince of the Geats jako Grendel
- 2007: Piekło miasta (TKO) jako Rex
- 2008: Star Wars: Secrets of the Rebellion jako Dash Rendar
- 2008: Bigger, Stronger, Faster[33] − w roli samego siebie
- 2009: The Last Resort jako Big Daddy
- 2013: Scarlet Samurai: Incarnation jako profesor Harrison
- 2013: Masakra zombie (Zombie Massacre) jako Jack Stone
- 2013: Legend of the Red Reaper jako Andre
- 2015: Magic Mike XXL (sceny usunięte)
- 2015: Vampire Soul: Hidden in Plain Sight jako oficer O’Connor (film nie został wydany)
- 2017: The Demonic Dead jako pastor Frank
- 2018: Knight's End jako Edricus
- 2018: I Will Find You Destiny jako Johnny
- 2020: Psychosis jako David
- 2020: Mr. Blue jako sierżant Caleb
- 2020: Destiny jako Johnny
- 2020: Old Man Jackson jako oficer Huggins

### Seriale TV
- 1995: Women of the House jako Alaskan Mountainman
- 1995: Muscle
- 1996: Ulice Nowego Jorku (New York Undercover) jako kryminalista
- 1998: Co-ed Training jako trener
- 1998: Nash Bridges jako Udo
- 1998: Polowanie na człowieka (Prey)
- 1999: Duże dzieci (Grown Ups) jako major Tony Harrison
- 1999: Battle Dome jako „Komandor” (program TV)
- 2000: V.I.P. jako instruktor Navy SEALs
- 2001: Danny
- 2001: Sheena jako Devlin
- 2004: Zwariowany świat Malcolma (Malcolm in the Middle) jako kulturysta
- 2004: Agentka o stu twarzach (Alias) jako strażnik DSR
- 2018: Space Diner Tales jako zabójca kosmitów
- 2019: Bane − The Series

### Filmy pornograficzne
- 1994: Posing Strap (HIS Video)
- 1995: Pricks and Tricks (HIS Video)
- 1997: Open Manholes (prod. Tool Factory)

## Występy sceniczne
- 2008, Reprise Theatre Company: Li’l Abner jako Kulturysta[9][31]